# Lista biografii o Judy Garland
Judy Garland była tematem wielu biografii. Od jej śmierci w 1969 roku powstało o niej ponad dwadzieścia książek. Pierwszą z nich była Judy Garland Brada Steigera, opublikowana wkrótce po jej śmierci, zawierająca informacje o jej wykresie astrologicznym, analizę charakteru pisma, numerologię i biorytmy. Większość książek jest wyłącznie o Garland, ale kilka, w tym: Too Young to Die Patricii Fox-Sheinwold, Some Are Born Great Adeli Rogers St. Johns, The Golden Girls of MGM Jane Ellen Wayne, zawierają tylko rozdział o niej. Dwie publikacje: Rainbow's End: The Judy Garland Show Coyne'a Stevena Sandersa oraz The Other Side of the Rainbow: On the Dawn Patrol With Judy Garland Mela Tormégo koncentrują się na programie telewizyjnym Garland – The Judy Garland Show. Jej ostatni mąż, Mickey Deans, był współautorem biogramu wydanego w 1972 roku, a w 1988 córka Garland, Lorna Luft, spisała rodzinne wspomnienia.
Życie Garland było kilkukrotnie przedstawiane na ekranie filmowym bądź telewizyjnym. Najwcześniejszym znanym filmem biograficznym na jej temat jest odcinek serialu biograficznego Hollywood Hist-o-rama z 1961 roku, który obejmował jej karierę od czasu ukończenia zdjęć do Narodzin gwiazdy. Garland była tematem odcinków seriali biograficznych, m.in.: brytyjskiego Omnibus, 60 Minutes, Biography oraz E! True Hollywood Story. Historię jej życia przedstawiono w Rainbow z 1978 roku oraz w miniserialu telewizyjnym z 2001 roku – Historia Judy Garland, opartym na wspomnieniach Luft. Scenicznie, Garland jest postacią w musicalu The Boy from Oz z 1998 roku, opartym na życiu jej byłego zięcia Petera Allena oraz w sztuce The Property Known as Garland z 2006 roku, powstałej na podstawie nagrań zarejestrowanych przed jej ostatnim występem scenicznym.

## Książki
| Autor                           | Tytuł | Data publikacji | Wydawca                                  | ISBN                 | Uwagi |
| ------------------------------- | --- | --------------- | ---------------------------------------- | -------------------- | --- |
| John Briggs                     | Judy Garland: Little Woman, Big Talent                                                                                    | 2014            | Atombank Books                           | 0990516024           | Pierwsza książka dla dzieci o Judy Garland                                                                                     |
| Gerald Clarke                   | Get Happy: The Life of Judy Garland                                                                                       | 2000            | Random House                             | 0375503781           | |
| Emily R. Coleman                | The Complete Judy Garland: The Ultimate Guide To Her Career in Films, Records, Concerts, Radio, and Television, 1935-1969 | 1990            | Harper & Row                             | 006016333X           | |
| David Dahl i Barry Kehoe        | Young Judy | 1975            | Mason/Charter                            | 0246109173           | |
| Mickey Deans i Ann Pinchot      | Weep No More, My Lady | 1972            | G. K. Hall                               | 0515029890           | Współautorem był ostatni mąż Garland, Mickey Deans.                                                                            |
| Paul Donnelley                  | Judy Garland | 2007            | Haus Publishing                          | 1904950817           | |
| Al DiOrio Jr.                   | Little Girl Lost: The Life and Hard Times of Judy Garland                                                                 | 1973            | Arlington House                          | 0340207477           | |
| Anne Edwards                    | Judy Garland | 1975            | Pocket Books                             | 671802283            | |
| Christopher Finch               | Rainbow: The Stormy Life of Judy Garland                                                                                  | 1976            | Ballantine                               | 0345251733           | |
| Patricia Fox-Sheinwold          | Too Young to Die | 1979 1982       | Bell Publishing Company                  | 0517391376           | Zawiera rozdział poświęcony Garland.                                                                                           |
| Gerold Frank                    | Judy | 1975            | Harper & Row                             | 0060113375           | |
| John Fricke                     | Judy Garland: World's Greatest Entertainer                                                                                | 1992            | Henry Holt & Co.                         | 1567312047           | |
| John Fricke                     | Judy Garland: A Portrait in Art & Anecdote                                                                                | 2003            | Bullfinch                                | 0821228366           | Zawiera przedmowę Lorny Luft.                                                                                                  |
| James Juneau                    | Judy Garland: A Pyramid Illustrated History of the Movies                                                                 | 1974            | Pyramid Communications                   | 0515034827           | |
| Lorna Luft                      | Me and My Shadows: A Family Memoir                                                                                        | 1998            | Pocket Books                             | 0283063203           | Autorstwa córki Garland. Oparto na niej scenariusz wielokrotnie nagradzanego miniserialu telewizyjnego Historia Judy Garland.  |
| David Melton                    | Judy: A Remembrance | 1972            | Stanyan Books                            | 0709152574           | |
| John Meyer                      | Heartbreaker: A Memoir of Judy Garland                                                                                    | 1983 2006       | Doubleday Citadel Press                  | 0806527544 (Citadel) | Historia dwóch miesięcy z życia Johna Meyera spędzonych z Judy Garland.                                                        |
| Joe Morella i Edward Z. Epstein | Judy: The Complete Films and Career of Judy Garland                                                                       | 1969            | Citadel Press                            | 080651017X           | |
| Rita E. Piro                    | Judy Garland, The Golden Years                                                                                            | 2001            | Great Feats Press                        | 0970626177           | Jedyna biografia zawierająca szczegółowe drzewo genealogiczne (oraz historię rodziny) dostarczone przez rodzinę matki Garland. |
| Rita E. Piro                    | Judy Garland: In Celebration                                                                                              | 2003            | Great Feats Press                        | 0970626134           | |
| James Adam Richliano            | Angels We Have Heard: The Christmas Song Stories                                                                          | 2002            | Star Of Bethlehem Books                  | 0971881006           | Zawiera rozdział dotyczący udziału Garland w stworzeniu piosenki Have Yourself a Merry Little Christmas                        |
| Coyne Steven Sanders            | Rainbow's End: The Judy Garland Show                                                                                      | 1990            | William Morrow & Co.                     | 0821737082           | Skupia się na programie telewizyjnym Garland, The Judy Garland Show.                                                           |
| Scott Schechter                 | Judy Garland: The Day-by-Day Chronicle of a Legend                                                                        | 2002            | Cooper Square Press / Rowman-Littlefield | 0815412053           | |
| David Shipman                   | Judy Garland: The Secret Life of an American Legend                                                                       | 1993            | Little Brown and Company                 | 0786880260           | |
| Lorna Smith                     | Judy, With Love: The Story of Miss Show Business                                                                          | 1975            | Robert Hale and Co.                      | 0709152574           | |
| James Spada (z Karen Swenson)   | Judy and Liza | 1983            | Doubleday & Company, Inc.                | 0385182023           | |
| Adela Rogers St. Johns          | Some Are Born Great | 1974            | Doubleday & Company, Inc.                | 0385087691           | Zawiera rozdział o Garland. |
| Michelle Russell                | From Tennessee to Oz - The Amazing Saga of Judy Garland's Family History, Part 1 & 2                                      | 2009 i 2011     | Catsong Publishing                       | 0980064228           | Książka o rodzinie Judy Garland ze strony ojca.                                                                                |
| Brad Steiger                    | Judy Garland | 1969            | Ace Books                                |                      | Pierwsza biografia wydana po śmierci Garland.                                                                                  |
| Mel Tormé                       | The Other Side of the Rainbow: On the Dawn Patrol With Judy Garland                                                       | 1971            | W. H. Allen                              | 0883651815           | Książka o okresie życia Tormégo jako kierownika muzycznego The Judy Garland Show.                                              |
| Ethlie Ann Vare (redakcja)      | Rainbow: A Star-Studded Tribute to Judy Garland                                                                           | 1998            | Boulevard Books                          | 157297334X           | Zbiór opublikowanych wcześniej materiałów o Garland. Przedmowa – Michael Musto.                                                |
| Thomas J. Watson i Bill Chapman | Judy: Portrait of an American Legend                                                                                      | 1986            | McGraw-Hill Book Company                 | 0070684871           | |
| Jane Ellen Wayne                | The Golden Girls of MGM                                                                                                   | 2003            | Carroll and Graf                         | 0786713038           | Zawiera rozdział o Garland. |

## Filmy biograficzne i filmy dokumentalne
| Rok  | Tytuł                            | Serial                  | Sieć             | Uwagi |
| ---- | -------------------------------- | ----------------------- | ---------------- | --- |
| 1961 | Judy Garland                     | Hollywood Hist-o-rama   | Różne            | Telewizyjna krótkometrażówka przedstawiająca karierę Garland od czasu występu w Narodzinach gwiazdy; niezawierająca żadnej wzmianki o problemach Garland. |
| 1972 | Judy: Impressions of Garland     | Omnibus                 | BBC              | |
| 1975 | Judy/The Ultra Secret            | 60 Minutes              | CBS              | Odcinek był podzielony na dwie części. Jeden z nich dotyczył Garland, drugi o łamaniu kodów podczas II wojny światowej. |
| 1978 | Judy Garland                     | The Hollywood Greats    | BBC              | |
| 1978 | Rainbow                          | –                       | NBC              | Film biograficzny koncentrujący się na wczesnych latach życia Garland. Postać Garland zagrała Andrea McArdle. |
| 1985 | Judy Garland: The Concert Years  | Great Performances      | PBS              | Nominowany do nagrody Emmy w kategorii „Outstanding Informational Special”. |
| 1997 | Judy Garland: Beyond the Rainbow | Biography               | A&E              | Wydłużony, dwugodzinny odcinek. |
| 2001 | Historia Judy Garland            | –                       | ABC              | Dwuczęściowy film biograficzny na podstawie wspomnień Lorny Luft. Garland jako nastolatkę zagrała Tammy Blanchard, a Judy Davis dorosłą Garland. Miniserial został nominowany do trzynastu nagród Emmy, zdobył pięć statuetek, w tym zarówno dla Blanchard, jak i dla Davis. |
| 2001 | Last Days of Judy Garland        | E! True Hollywood Story | E! Entertainment | |
| 2004 | Judy Garland: By Myself          | American Masters        | PBS              | Zdobył dwie nagrody Emmy, był nominowany do trzech kolejnych. |

## Teatr
| Rok  | Tytuł                            | Autor                                               | Aktorka grająca Garland                                                                                            | Notes |
| ---- | -------------------------------- | --------------------------------------------------- | --- | --- |
| 1998 | The Boy from Oz                  | Nick Enright (książka) Peter Allen (słowa i muzyka) | Chrissy Amphlett (produkcja australijska z 1998 roku) Isabel Keating (produkcja broadwayowska z 2003 roku)         | Musical oparty na życiu Petera Allena, w którym Garland jest jedną z bohaterek. Amphlett powróciła do swojej roli w australijskim tournée musicalu z 2006 roku. |
| 2005 | Na końcu tęczy                   | Peter Quilter                                       | Caroline O’Connor (produkcja australijska) Tracie Bennett (produkcja londyńska z 2010 i broadwayowska z 2012 roku) | Dramat muzyczny rozgrywający się w Londyńskim Hotelu Ritz podczas brytyjskiej trasy koncertowej Judy Garland w 1968 roku.                                       |
| 2006 | Własność znana jako Judy Garland | Billy Van Zandt                                     | Adrienne Barbeau                                                                                                   | Sztuka oparta na nagraniach zarejestrowanych przez Garland w Kopenhadze w 1969 roku, w nocy jej ostatniego występu koncertowego.                                |
| 2010 | The Judy Monologues              | Darren Stewart-Jones                                | Kimberly Roberts                                                                                                   | Sztuka oparta na zapiskach z nagrań dokonanych przez Judy Garland i jej nigdy niedokończonej autobiografii.                                                     |